# Hry Jaroslava Foglara
Hry Jaroslava Foglara je kniha českého spisovatele Jaroslava Foglara z roku 2000, uspořádaná Milošem Zapletalem. Obsahuje popis her, které Foglar vymyslel a uplatnil v praxi během desítek let činnosti svého 2. pražského oddílu. Svým charakterem se řadí k dalším Foglarovým knihám – příručkám, jako jsou Kronika Ztracené stopy, Náš oddíl a Z Bobří hráze.

## Popis
Kniha Hry Jaroslava Foglara zahrnuje autentický Foglarův popis a pravidla více než stovky her, které sám vymyslel a které od 20. do 80. let 20. století, kdy působil jako vedoucí 2. pražského oddílu, také se svými svěřenci hrál. Obsah je rozdělen do několika sekcí podle počtu účastníků, jak je dělil Foglar, a podle místa vhodného ke hraní.
- Hry v klubovně (pro menší počet hráčů – 4 až 10)
- Hry v klubovně (pro větší počet hráčů – 10 až 40)
- Hry v tělocvičně
- Hry v přírodě (pro menší počet hráčů – 4 až 10)
- Hry v přírodě (pro větší počet hráčů – 10 až 40)
- Hry ve městě
- Dlouhodobé hry

Do sekce „Hry ve městě“ je zařazena jediná hra, Vyzvědači, kterou Foglar hrál s chlapci z oddílu pravidelně jednou ročně v uličkách pražského Starého Města (poprvé v prosinci 1929). V části „Dlouhodobé hry“ jsou uvedeny hry s doprovodným příběhem, které oddíl hrál obvykle od jara a které vyvrcholily na letních táborech (např. Alvarez, Výprava na Yucatán, Zlaté údolí, aj.)
Obsah je doplněn přehledem Foglarových dlouhodobých her, které se ve Dvojce uskutečnily v letech 1941–1971, 1973 a 1975, a obecnými zásadami terénních her, jak je Jaroslav Foglar koncipoval.

## Vznik a vydávání
V průběhu svého šedesátiletého působení (1927–1987) ve funkci oddílového vedoucího pražské Dvojky vymyslel Jaroslav Foglar velké množství her, které se svými chlapci hrál na schůzkách v klubovně, na výpravách za město, v pražských ulicích, ale i v tělocvičně a také na letních táborech. Popisy a pravidla těchto her psal často do oddílových kronik Dvojky či oddílového časopisu Čigoligo, některé ale vyšly i v časopisech Mladý hlasatel, Junák a Vpřed. Další naopak autor zahrnul do svých knih Kronika Ztracené stopy, Náš oddíl, Poklad Černého delfína a Záhada hlavolamu. Miloš Zapletal začal na souboru Foglarových her pracovat v první polovině 80. let 20. století a největší část zpracoval do roku 1985, pokračoval však i dále. Vycházel ze všech uvedených zdrojů, navíc měl k dispozici i nepublikované rukopisné materiály z Foglarova archivu.
Po vydání dvou dílů Kroniky Hochů od Bobří řeky a souboru časopiseckých textů Z Bobří hráze, které všechny sestavil právě Zapletal, mělo nakladatelství Olympia zájem i o sbírku her. Zapletal v roce 1999 především stylisticky upravoval původní Foglarovy texty o hrách (u kronikových zápisů totiž Foglar nepředpokládal jejich vydání široké veřejnosti) a do knihy původně zamýšlel zahrnout pouze hry, které nebyly publikovány v ostatních knihách, které Olympia vydala. Nakladatelství ovšem chtělo, aby nová publikace byla kompletní. Knihu Hry Jaroslava Foglara dokončil Zapletal v únoru 2000 a v červnu 2000 ji vydala Olympia v rámci edice Sebraných spisů Jaroslava Foglara.

### Knižní česká vydání
Přehled knižních vydání v češtině:
- 2000 – 1. vydání, nakladatelství Olympia, ilustrace Marko Čermák, Miloš Novák a jiní, ISBN 80-7033-680-3 (edice Sebrané spisy, sv. 25)